# Mensun Bound
Mensun Bound (Port Stanley, 4 febbraio 1953) è un archeologo subacqueo e documentarista britannico.

## Biografia
Nato nelle Isole Falkland, fa parte della 5ª generazione di isolani il cui bisarcavolo ivi si stabilì nel 1840 tra i primi coloni;  si forma tra Stanley e Montevideo in Uruguay. Dopo il liceo lavora in mare sul piroscafo Darwin. Nel 1972 riceve una borsa di studio dalla Leopold Schepp Foundation per frequentare la Fairleigh Dickinson University, dove si laurea in storia antica con tanto di lode. Mentre si laurea in arte classica e archeologia alla Rutgers University è assistente di ricerca in ceramica greca al Metropolitan Museum of Art di New York. Nel 1976 gli viene assegnata una borsa di studio del Commonwealth per studiare archeologia classica al Lincoln College dell'Università di Oxford. Nel 1985 gli viene conferita una assegno di ricerca per giovani studenti presso il St Catherine's College sempre dell’Università di Oxford. Allo stesso tempo, sotto la presidenza di Alan Bullock, viene nominato direttore del MARE (Maritime Archaeological Research Expedition) dell'Università di Oxford, la prima unità accademica marittima d’Inghilterra. Nel 1994 diviene membro del Triton in archeologia marittima al St Peter's College di Oxford. 
Ritiratosi dalla vita accademica nel 2013 per perseguire il suo interesse nell'archeologia subacquea custodita dalle profondità degli oceani, Mensun Bound diventa molto noto per i suoi lavori di ricerca ed ottiene fama mondiale per le scoperte e le localizzazioni di relitti come quelli della nave etrusca naufragata attorno al 580-570 a.C. nelle acque del golfo del Campese, presso l'Isola del Giglio, nel 1985, il più antico dell'Età arcaica; del vascello di terzo rango HMS Agamemnon costruito nel 1781, primo importante comando di Orazio Nelson, perduto nella Baia di Maldonado dell’estuario del Río de la Plata nel 1809 e ritrovato nel 1997; dell'incrociatore pesante Admiral Graf Spee nel 1997 (autoaffondatosi al termine della battaglia del Río de la Plata); la fallita ricerca della Endurance, nave utilizzata dall'esploratore antartico britannico Ernest Shackleton nel mare di Weddell e il ritrovamento del relitto dell'incrociatore corazzato SMS Scharnhorst nel 2019.